# Amphibolia stolida
Amphibolia stolida är en tvåvingeart som först beskrevs av Malloch 1929.  Amphibolia stolida ingår i släktet Amphibolia och familjen parasitflugor. Inga underarter finns listade i Catalogue of Life.